# Войка-Крачани
Войка-Крачани (словац. Vojka-Kračany) — меліоративний канал; впадає у канал Ґабчіково-Топольники, протікає в окрузі Дунайська Стреда.
Довжина приблизно 13.5-19.0 км. Витік знаходиться в Дунайській рівниині на висоті 118 метрів.
Протікає територією сіл Голиці; Луч-на-Острові; Костольне Крачани; Кральовичови Крачани; Роговце; Блатна-на-Острові та Голяре. Впадає у водотік Ґабчіково-Топольники на висоті 112 метрів.